# Shangyang (köpinghuvudort i Kina, Zhejiang Sheng, lat 27,96, long 118,87)
Shangyang (kinesiska: 上垟镇, 木岱口) är en köpinghuvudort i Kina. Den ligger i provinsen Zhejiang, i den östra delen av landet, omkring 280 kilometer sydväst om provinshuvudstaden Hangzhou. Antalet invånare är 11 703. Befolkningen består av 5 656 kvinnor och 6 047 män. Barn under 15 år utgör 18,0 %, vuxna 15-64 år 68 %, och äldre över 65 år 13,0 %.
Runt Shangyang är det ganska tätbefolkat, med 80 invånare per kvadratkilometer. Närmaste större samhälle är Badu, 6,7 km öster om Shangyang. I omgivningarna runt Shangyang växer i huvudsak blandskog.
Genomsnittlig årsnederbörd är 2 442 millimeter. Den regnigaste månaden är juni, med i genomsnitt 445 mm nederbörd, och den torraste är oktober, med 37 mm nederbörd.